# De'Aaron Fox
De'Aaron Martez Fox (Nova Orleans, 20 de dezembro de 1997) é um basquetebolista norte-americano que atualmente joga pelo San Antonio Spurs na National Basketball Association.
Ele foi selecionado na 5ª posição no draft da NBA de 2017 pelos Kings. 
Fox foi o primeiro jogador da NBA a vencer o prêmio NBA Clutch Player of the Year (Jogador Mais Decisivo da temporada), honraria que foi introduzida pela liga na temporada de 2022-23, o vencedor foi anunciado no dia 18 de abril de 2023. 

## Estatísticas

### NBA
|  | Líder da liga |

#### Temporada regular
| Ano      | Equipe     | PJ  | PT  | MPJ  | AP   | 3P   | LL   | RT  | AS  | BR  | TO | PPJ  |
| -------- | ---------- | --- | --- | ---- | ---- | ---- | ---- | --- | --- | --- | -- | ---- |
| 2017–18  | Sacramento | 73  | 60  | 27.8 | .412 | .307 | .726 | 2.8 | 4.4 | 1.0 | .3 | 11.6 |
| 2018–19  | Sacramento | 81  | 81  | 31.4 | .458 | .371 | .727 | 3.8 | 7.3 | 1.6 | .6 | 17.3 |
| 2019–20  | Sacramento | 51  | 49  | 32.0 | .480 | .292 | .705 | 3.8 | 6.8 | 1.5 | .5 | 21.1 |
| 2020–21  | Sacramento | 58  | 58  | 35.1 | .477 | .322 | .719 | 3.5 | 7.2 | 1.5 | .5 | 25.2 |
| 2021–22  | Sacramento | 59  | 59  | 35.3 | .473 | .297 | .750 | 3.9 | 5.6 | 1.2 | .4 | 23.2 |
| 2022–23  | Sacramento | 73  | 73  | 33.6 | .512 | .324 | .780 | 4.2 | 6.1 | 1.1 | .3 | 25.0 |
| 2023-24  | Sacramento | 74  | 74  | 35.9 | .465 | .369 | .738 | 4.6 | 5.6 | 2.0 | .4 | 26.6 |
| Carreira | Carreira   | 469 | 454 | 32.9 | .471 | .334 | .736 | 3.8 | 6.1 | 1.4 | .4 | 21.2 |
| All-Star | All-Star   | 1   | 0   | 9.3  | .000 | —    | —    | .0  | 2.0 | .0  | .0 | 0.0  |

#### Play-in
| Ano  | Equipe     | PJ | PT | MPJ  | AP   | 3P   | LL   | RT  | AS  | BR  | TO | PPJ  |
| ---- | ---------- | -- | -- | ---- | ---- | ---- | ---- | --- | --- | --- | -- | ---- |
| 2024 | Sacramento | 2  | 2  | 40.5 | .426 | .250 | .583 | 5.5 | 5.5 | 2.5 | .0 | 29.5 |

#### Playoffs
| Ano  | Equipe     | PJ | PT | MPJ  | AP   | 3P   | LL   | RT  | AS  | BR  | TO | PPJ  |
| ---- | ---------- | -- | -- | ---- | ---- | ---- | ---- | --- | --- | --- | -- | ---- |
| 2023 | Sacramento | 7  | 7  | 38.5 | .424 | .333 | .756 | 5.4 | 7.7 | 2.1 | .6 | 27.4 |

### Universitário
| Ano     | Equipe   | PJ | PT | MPJ  | AP   | 3P   | LL   | RT  | AS  | BR  | TO | PPJ  |
| ------- | -------- | -- | -- | ---- | ---- | ---- | ---- | --- | --- | --- | -- | ---- |
| 2016–17 | Kentucky | 36 | 34 | 29.6 | .479 | .246 | .736 | 4.0 | 4.6 | 1.5 | .2 | 16.7 |

## Prêmios e Homenagens
NBA
- NBA Clutch Player of the Year: 2023;
- NBA All-Star: 2023;
- All-NBA Team:
  - Terceiro Time: 2023;
- Líder em roubos de bola na temporada: 2024;